# Rudolf Stüssi
Rudolf Stüssi, švicarski politik in diplomat, * ?, † 22. julij 1443.
Stüssi je bil župan Züricha med letoma 1430 in 1443.